# Třída Ferret
Třída Ferret byla třída torpédoborců Britského královského námořnictva. Celkem byly postaveny dvě jednotky této třídy. Ve službě byly v letech 1895–1912. Třída Ferret byla třetí (po třídách Havock a Daring) ze sedmnácti podtříd raných britských torpédoborců od různých výrobců, které jsou souhrnně označovány jako třída A. Společně s torpédoborci tříd Havock a Daring byly označovány jako „26-knotters“, tedy torpédoborce s rychlostí 26 uzlů. Ve skutečnosti však byla třída Ferret o uzel rychlejší.

## Stavba
Celkem bylo postaveny dvě jednotky této třídy. Jejich stavbu zajistila loděnice Cammell Laird v Birkenheadu. Do služby byly torpédoborce přijaty roku 1895.
Jednotky třídy Ferret:
| Jméno      | Založení kýlu | Spuštěn          | Vstup do služby | Osud                                                                  |
| ---------- | ------------- | ---------------- | --------------- | --------------------------------------------------------------------- |
| HMS Ferret | červenec 1893 | 9. prosince 1893 | březen 1895     | Od roku 1908 využíván ke zkouškám. Roku 1911 potopen jako cvičný cíl. |
| HMS Lynx   | červenec 1893 | 24. ledna 1894   | srpen 1895      | Od roku 1902 využíván ke zkouškám. Vyřazen 1912.                      |

## Konstrukce

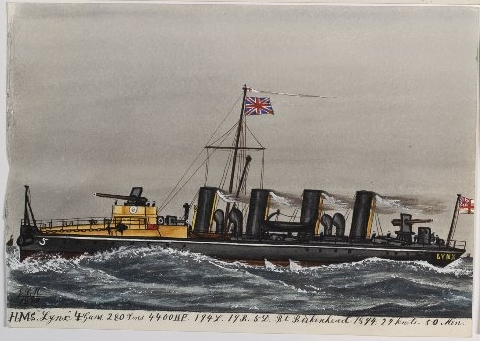
HMS Lynx (autor James Scott Maxwell)

Výzbroj byla shodná jako u tříd Havock a Daring. Plavidla nesla jeden 76mm kanón, tři 57mm kanóny, jeden 457mm torpédomet v přídi a dále dva jednohlavňové 457mm torpédomety umístěné na palubě. Celkem bylo neseno šest torpéd. V případě potřeby mohly být palubní torpédomety nahrazeny dalšími dvěma 57mm kanóny. Pohonný systém torpédoborce tvořily čtyři kotle Normand a dva čtyřválcové parní stroje s trojnásobnou expanzí o výkonu 4475 hp, roztáčející dva lodní šrouby. Spaliny odváděly čtyři komíny. Nejvyšší rychlost dosahovala 27,2 uzlu. Dosah byl 1155 námořních mil při rychlosti jedenáct uzlů.

## Modernizace
Roku 1900 byl odstraněn příďový torpédomet. Roku 1902 byly na plavidle Lynx a roku 1905 na plavidle Ferret torpédomety trvale nahrazeny dvěma 57mm kanóny.